# Brione
Brione település Olaszországban, Trento megyében.  Brione Condino és Storo községekkel határos.

## Népesség
A település népességének változása: